# Đau bụng
Đau bụng, còn gọi là đau vùng bụng, bụng đau, đau quặn bụng, là một triệu chứng phổ biến, đau có thể xảy bất cứ vị trí nào giữa ngực và vùng bẹn.
Nguyên nhân thường gặp của đau bụng bao gồm viêm dạ dày ruột và hội chứng ruột kích thích. Trong một phần ba các trường hợp nguyên nhân chính xác là không rõ ràng. Khoảng 10% số người có một tình trạng nghiêm trọng hơn như viêm ruột thừa, phình bóc tách động mạch chủ bụng, viêm túi thừa, hoặc mang thai ngoài tử cung. Xác định nguyên nhân có thể là khó khăn, bởi vì rất nhiều bệnh có thể gây ra triệu chứng này.

## Phương pháp chẩn đoán
Để chẩn đoán đau bụng, bác sĩ sẽ hỏi bệnh nhân về tiền sử bệnh và thăm khám thực thể nhằm tìm nguyên nhân xuất hiện triệu chứng.
Một số xét nghiệm cận lâm sàng có thể hỗ trợ chẩn đoán như:
- Xét nghiệm máu bao gồm tìm số lượng máu đầy đủ, điện di, urê, creatinin, xét nghiệm chức năng gan, thử thai, amylase và lipase.
- Xét nghiệm nước tiểu
- Xét nghiệm hình ảnh bao gồm chụp phim X-quang bụng, phim đồng phẳng.
- Điện tim đồ để loại trừ cơn đau tim mà có thể nhầm lẫn biểu hiện như đau bụng.

Nếu chẩn đoán vẫn chưa xác định được nguyên nhân thì nên thực hiện các chẩn đoán cận lâm sàng sau để tìm ra nguyên nhân chính xác. 
- Chụp cắt lớp vi tính (CT-Scan) vùng bụng chậu.
- Siêu âm
- Nội soi (không được sử dụng để chẩn đoán đau cấp tính)